# مالتین
مالتین (به چکی: Maletín) یک منطقهٔ مسکونی در جمهوری چک است که در ناحیه شومپرک واقع شده‌است. مالتین ۱۸٫۵۵ کیلومتر مربع مساحت و ۳۶۱ نفر جمعیت دارد و ۴۵۵ متر بالاتر از سطح دریا واقع شده‌است.